# Rio Agi Cabul
O Rio Agi Cabul é um rio da Romênia afluente do rio Danúbio, localizado no distrito de Constanţa.